# Diego Mularoni
Diego Mularoni (* 27. November 1979) ist ein ehemaliger Schwimmer aus San Marino.
Der 182 cm große Athlet gehörte 1996 (Atlanta), 2000 (Sydney) und 2004 (Athen) zum Aufgebot des Nationalen Olympischen Komitees seines Heimatlandes. Bei den Olympischen Spielen in Atlanta nahm er an der 100- und 200-Meter-Freistilkonkurrenz teil, gelangte jedoch nicht ins Finale. In Sydney startete er über 1500 Meter Freistil, schied mit der Zeit von 16:12,91 Minuten jedoch ebenfalls im Vorlauf aus. Vier Jahre später, bei den Sommerspielen in Athen, trat er über 200 Meter Freistil an und belegte mit einer Zeit von 1:56,18 Minuten den 56. Platz.
Bei den im zweijährigen Rhythmus stattfindenden Spielen der kleinen Staaten von Europa gewann er über die Disziplinen 400 Meter Freistil und 1500 Meter Freistil 1999 in Liechtenstein und 2001 in San Marino jeweils die Goldmedaille. 2003 in Malta wurde er nochmals Sieger über 400 Meter-Freistil.